# Marathon van Brussel 2011
De marathon van Brussel 2011 vond plaats op zondag 2 oktober 2011. Het was de achtste editie van deze marathon.
De wedstrijd werd bij de mannen gewonnen door de Keniaan Paul Kirui in 2:14.51. Op de finish had hij een ruime voorsprong op zijn landgenoot Noah Kosgei, die in 2:17.02 over de finish kwam. Bij de vrouwen won de Nederlandse Mariska Dute voor de tweede maal op rij. Ditmaal had ze 3:00.01 nodig om het parcours te voltooien.
Naast de marathon kende het evenement ook een mini marathon, halve marathon, Ladies Run en een minimarathon. In totaal finishten er 1552 marathonlopers en 5253 halve marathonlopers.

## Uitslagen

### Mannen
| rang   | naam                | land | tijd    |
| ------ | ------------------- | ---- | ------- |
| Goud   | Paul Kirui          | KEN  | 2:14.51 |
| Zilver | Noah Kosgei         | KEN  | 2:17.02 |
| Brons  | Vladimir Tonchinski | BLR  | 2:21.39 |
| 4      | Hassan Simatwa      | ETH  | 2:22.02 |
| 5      | Tim Stessens        | BEL  | 2:24.10 |
| 6      | Koen Wilssens       | BEL  | 2:29.12 |
| 7      | David Ashworth      | RSA  | 2:33.17 |
| 8      | Ralf Preibisch      | GER  | 2:40.07 |
| 9      | Nid Rumphakwaen     | BEL  | 2:40.43 |
| 10     | Thierry Vincendeau  | FRA  | 2:42.56 |

### Vrouwen
| rang   | naam                | land | tijd    |
| ------ | ------------------- | ---- | ------- |
| Goud   | Mariska Dute        | NED  | 3:00.01 |
| Zilver | Aimee Van Ongevalle | BEL  | 3:13.01 |
| Brons  | Marjolein Bil       | NED  | 3:19.41 |

### Halve marathon
Mannen
| rang   | naam                     | land | tijd    |
| ------ | ------------------------ | ---- | ------- |
| Goud   | Alexander Diaz Rodriguez | BEL  | 1:08.36 |
| Zilver | Benjamin Barbier         | BEL  | 1:08.40 |
| Brons  | Abdelilah Jaadar         | ESP  | 1:09.34 |

Vrouwen
| rang   | naam           | land | tijd    |
| ------ | -------------- | ---- | ------- |
| Goud   | Clare Nuytens  | BEL  | 1:27.42 |
| Zilver | Miyuki Sigiura | JPN  | 1:27.59 |
| Brons  | Paulina Dejmek | BEL  | 1:31.50 |

2004 ·
2005 ·
2006 ·
2007 ·
2008 ·
2009 ·
2010 ·
2011 ·
2012 ·
2013 ·
2014 ·
2015 ·
2016 ·
2017 ·
2018 ·
2019 ·
2022 ·
2023 ·
2024 ·
2025